# Атомні ракетні крейсери військово-морських сил США

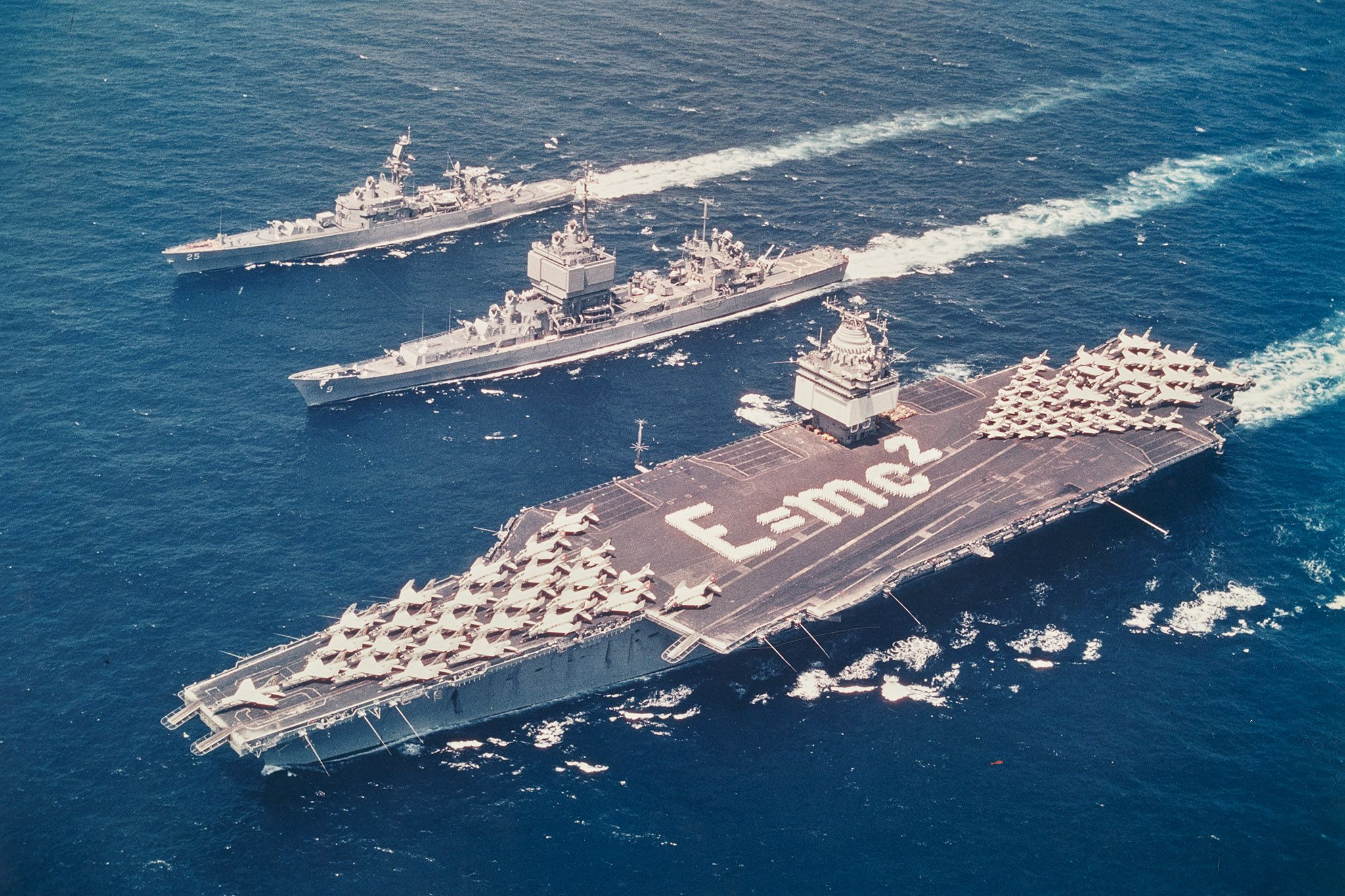
Task Force One під час операції "Морська орбіта" в 1964, з USS Bainbridge (зверху), USS Long Beach (центр), USS Enterprise (низ)

З 1961 по 1999  ВМС США мали у своєму складі атомні ракетні крейсери. Поява цих кораблів була пов'язана з прагненням керівництва ВМС збільшити автономність своїх надводних сил. Атомні ракетні крейсери мали супроводжувати атомні авіаносці та забезпечувати насамперед  протиповітряну оборону авіаносних ударних з'єднань, а також їх захист від атак підводних човнів. 

## Перші атомні ракетні крейсери
Першим таким кораблем був USS Long Beach (CGN-9). Вступивши у стрій у кінці літа 1961, він став першим у світі надводним кораблем - атомоходом. За рік у стрій вступив USS Bainbridge (DLGN-25). У той час як Long Beach був 'справжнім крейсером', тобто конструювався і будувався як крейсер,  Bainbridge спочатку розглядався як "фрегат" (за американською класифікацією, функції цих кораблів у ВМС США відрізнялись від функцій фрегатів інших флотів). Саме тому буквене позначення корпусу цих кораблів було "DLGN" (скорочення від "destroyer leader, guided missile, nuclear" ("лідер есмінців керованої ракетної зброї, атомний"). Ця ситуація змінилася після здійснення у 1975 перекласифікації кораблів, коли фрегати ВМС США (які, фактично, були великими есмінцями), були зараховані як крейсери, щоб кількість ракетних крейсерів у складі ВМС США була співмірною з кількістю ракетних крейсерів ВМС СРСР. 
 Влітку 1964, Long Beach та Bainbridge разом з першим атомним авіаносцем USS Enterprise (CVAN-65), сформували Оперативну групу Один, яка обійшла навколо світу без до-заправок у ході операції "Морська орбіта". Це  було величезним досягненням для того часу.
Навесні 1967 у ВМС США з'явився третій атомний ракетний крейсер (також до 1975 класифікувався як фрегат), USS Truxtun (DLGN-35).

## Серійні атомні ракетні крейсери
За ним по-слідували два крейсери типу "Каліфорнія": USS California (CGN-36) у лютому 1974 та USS South Carolina (CGN-37)  у січні 1975.  Поява цих крейсерів була пов'язана з закладенням атомних авіаносців типу "Німіц", які, відповідно, потребували кораблів супроводу.  До 1974 ВМС США залишалися єдиним флотом, що мав у своєму складі атомні крейсери. Того року для ВМС СРСР отримали власний атомний крейсер проекту 1144. У стрій увійшли 4 крейсери цього проекту між 1974 та 1998.
Останніми крейсерами -- атомоходами США стали 4 крейсери типу "Virginia". USS Virginia (CGN-38) увійшов у стрій 1976, за ним слідував USS Texas (CGN-39) в 1977, USS Mississippi (CGN-40) в 1978 та, нарешті, USS Arkansas (CGN-41) в 1980. Врешті решт ці крейсери виявилися занадто дорогими у утриманні. Спочатку планувалося побудувати п'ять крейсерів типу Virginia, але від побудови останнього корабля відмовились.

## Відмова ВМС США від атомних ракетних крейсерів
Провісником перемоги у конкуренції між атомними крейсерами і крейсерами з традиційною енергетичною установкою була відмова наприкінці 1970-тих від проекту атомного ударного крейсера (пропоноване буквене позначення корпусу: CSGN) водотоннажністю 17 500 тон. Натомість запровадження системи "Іджис", крилатих ракет "Гарпун" та "Томагавк" дозволили суттєво підвищити бойовий потенціал відносно невеликих і значно дешевших у побудові і експлуатації ракетних крейсерів типу "Тікондерога".    
Використання і модернізація побудованих атомних крейсерів ВМС США продовжилась у 1980-ті.  Втім, коли розпад СРСР знизив рівень загроз на морі, всі атомні крейсери поступово вивели зі складу флоту між 1993 та 1999. 
Попри відмову від експлуатації атомних ракетних крейсерів  ВМС США продовжують використовувати військові атомоходи: авіаносці та підводні човни.

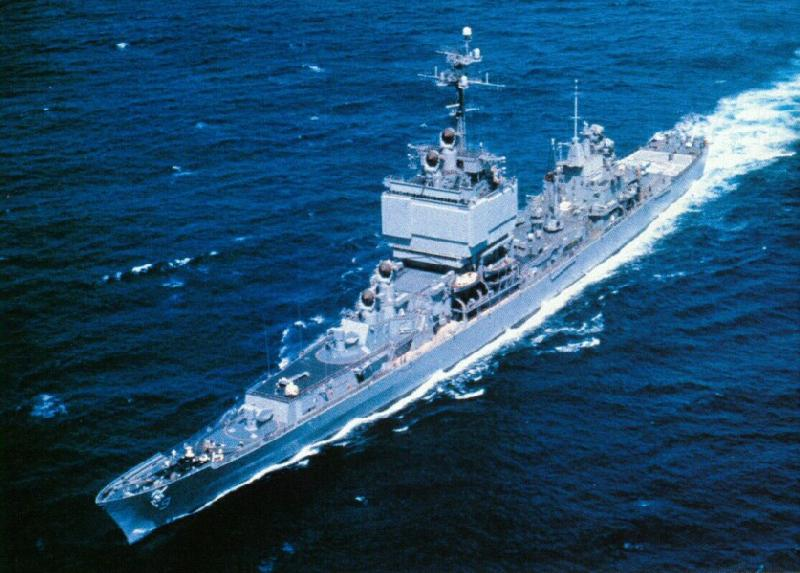
USS Long Beach (CGN-9)
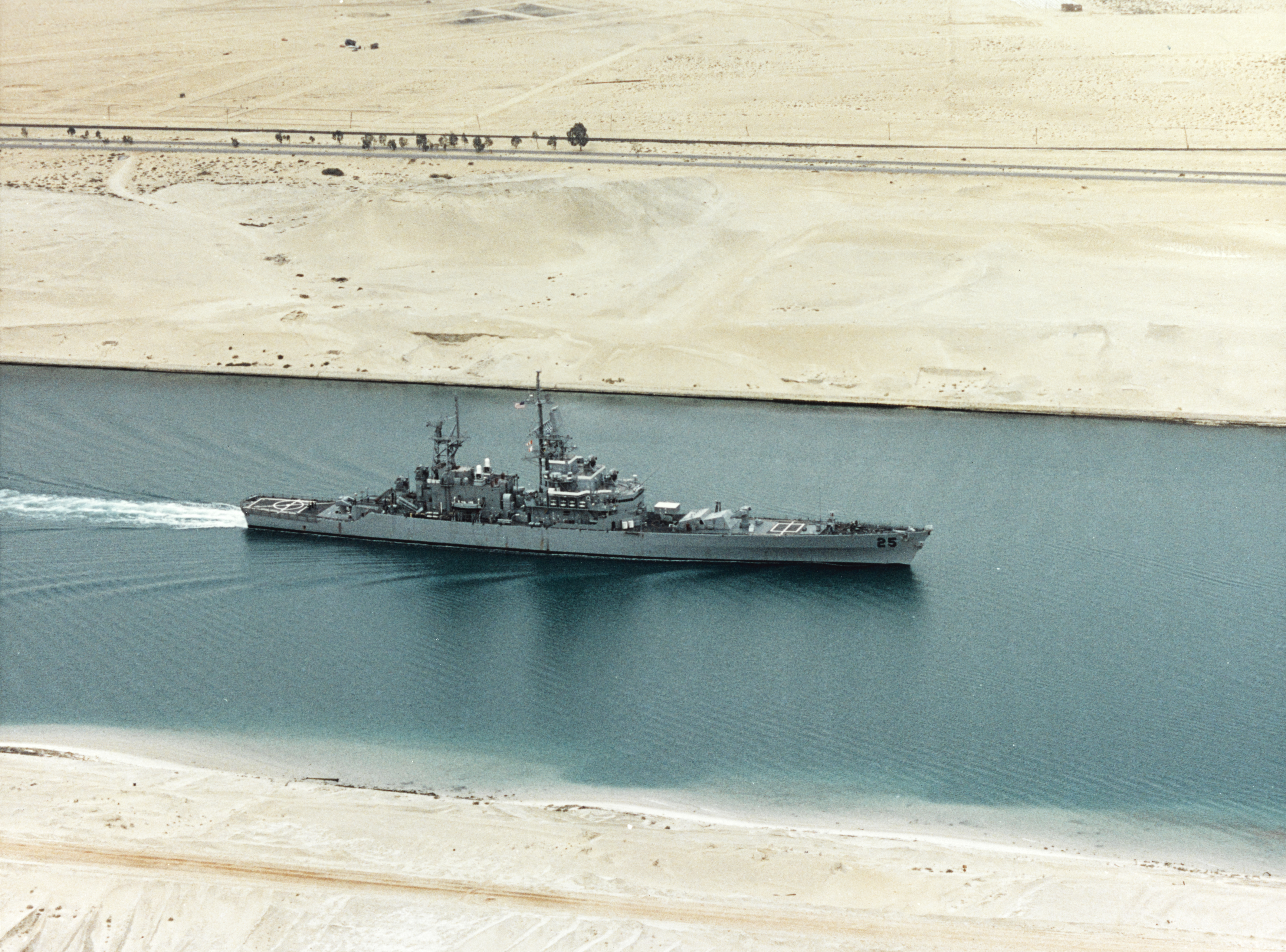
USS Bainbridge (CGN-25)
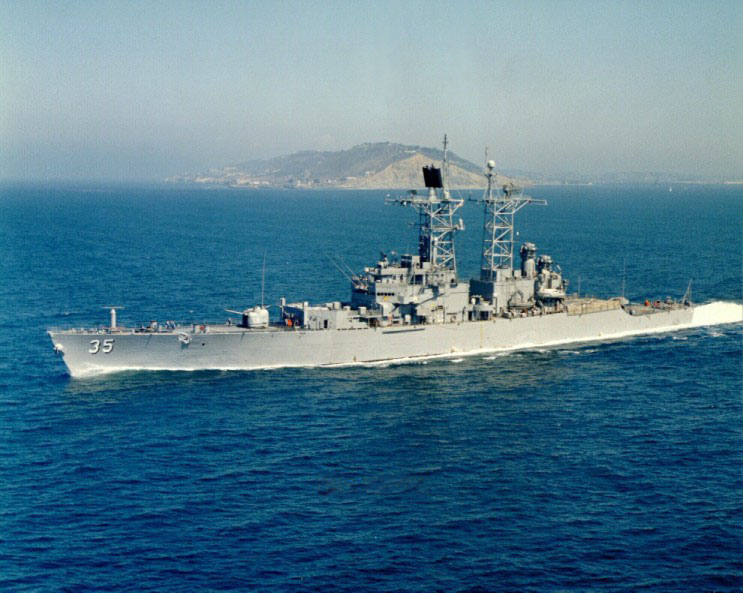
USS Truxtun (DLGN-35)
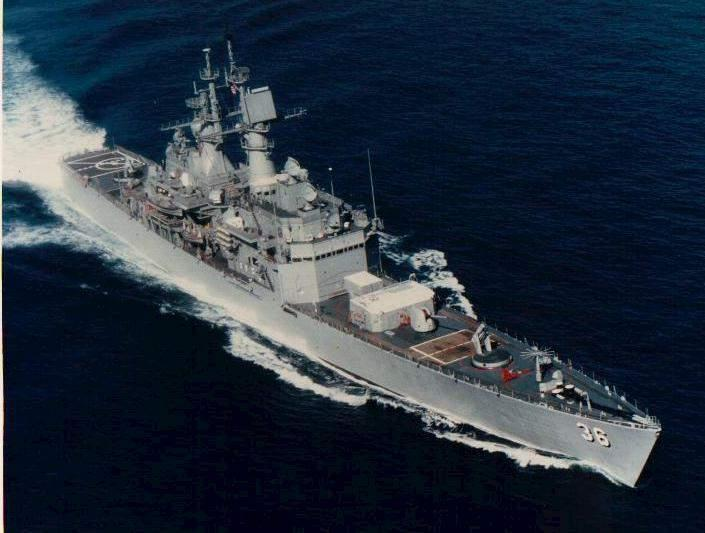
USS California (CGN-36)
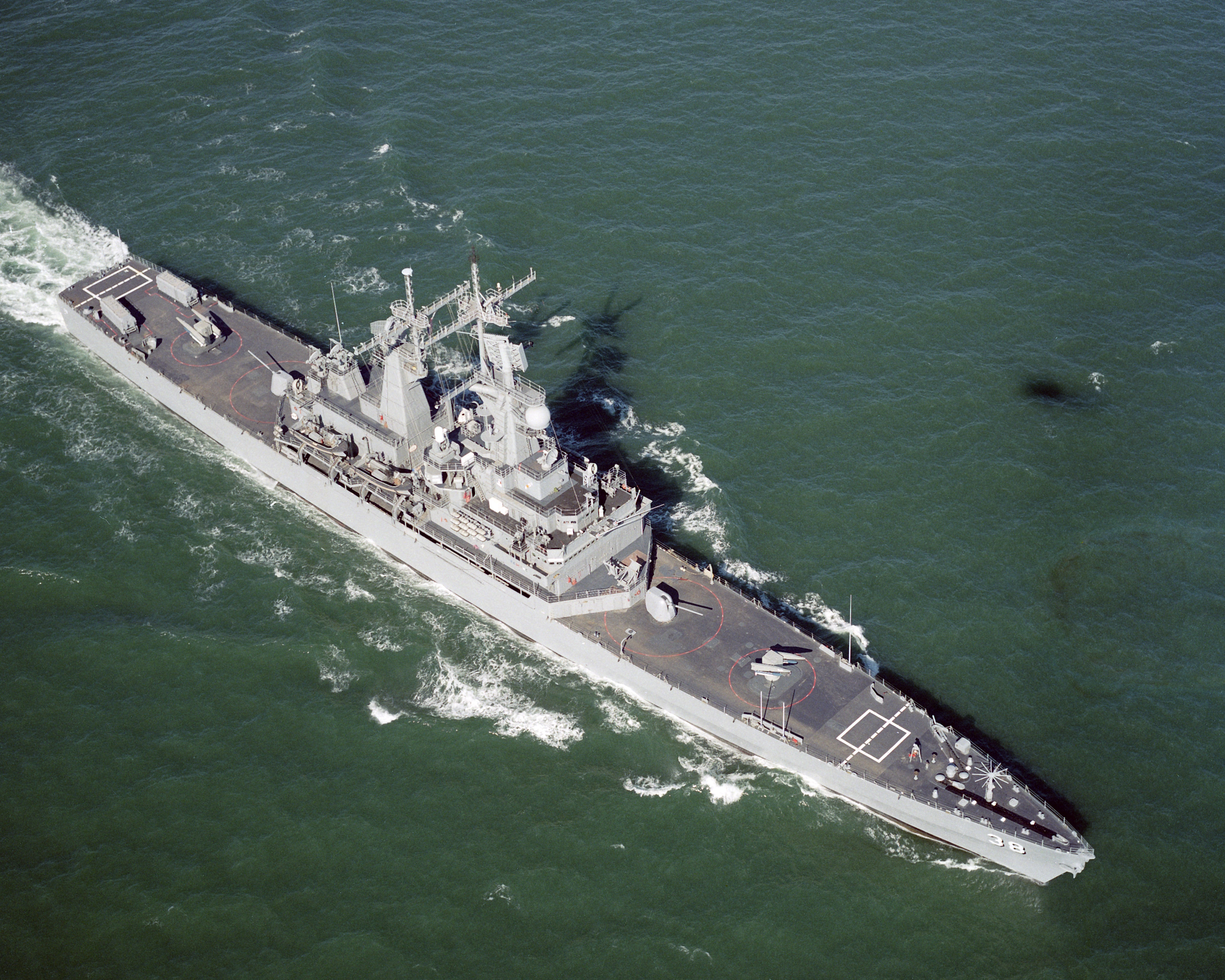
USS Virginia (CGN-38)
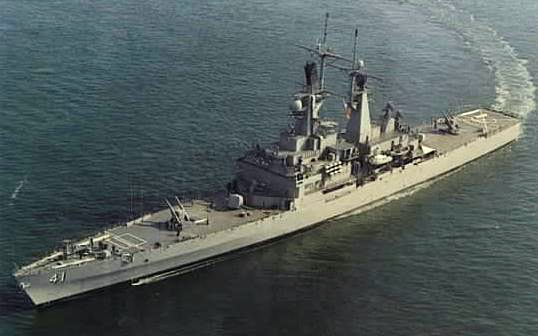
USS Arkansas (CGN-41)